# Radio HDR
Pour les articles homonymes, voir HDR.
Radio HDR est une radio associative rouennaise.

## Présentation
Radio HDR est une radio associative de l'agglomération de Rouen de catégorie A qui émet sur la fréquence 99,1 MHz et sur Internet et a été créée le 16 mars 1998, à la suite du club radio de l'ancienne MJC des Hauts de Rouen . Elle est gérée par L'Association Radio HDR. HDR est l’acronyme de « Hauts de Rouen », lieu géographique où se trouve la radio. La radio est domiciliée dans une zone de sécurité prioritaire (ZSP), à ce titre, elle œuvre dans les domaines de l'éducation, de la formation, de la citoyenneté, de la lutte contre les discriminations, de la démocratie participative et reçoit des financements de la mairie de Rouen et de la politique de la ville, du Fonds d'aide et de soutien pour l'intégration et la lutte contre les discriminations ainsi que de l'Union européenne avec le Fonds social européen. La radio HDR revendique un multiculturalisme.

## Autre
- Président de l'Association : Romain Petta depuis (2022). Directeur de la radio : Moïse Gomis (1998-2013)[3]

- Devise de la radio : « Le mix des cultures »[4].

- Langues de diffusion : français, arabe, berbère, wolof, manjaque, peul[3].

- Durant les quatre premières années, la Radio HDR diffusait une programmation musicale résolument tournée vers l'électro, genre musical encore peu diffusé alors sur les ondes hertziennes françaises, avec des titres des labels indépendants Warp Records et Ninja Tune.

- La Radio HDR qui émet en modulation de fréquence est inégalement captée sur l'agglomération de Rouen du fait d'une autorisation d'émission d'une puissance maximale de 50 watts accordée par le Conseil supérieur de l'audiovisuel[5].

- Depuis 2004, la Radio HDR connaît des difficultés financières chroniques[2],[3],[6],[7],[8].

- En 2013, la radio avait une audience de 30 000 auditeurs par semaine [3]